# Joseph Castaigne
Joseph Philippe Emmanuel Castaigne, född 27 februari 1871 i Bassac, Charente, död 21 september 1951, var en fransk läkare. 
Castaigne studerade medicin i Paris under Anatole Chauffard och Augustin Nicolas Gilbert. Han genomförde undersökningar om njurarnas funktioner tillsammans med Charles Achard. Castaigne blev médecin des hôpitaux 1908. Under första världskriget var han ansvarig för behandlingen av sårade soldater på ett sjukhus i Vichy. Efter fientligheternas upphörande blev fick han tjänst vid Charité. År 1920, efter sin äldste sons död, flyttade han till byn Cébazat, nära Clermont-Ferrand. Castaigne var övertygad om att den lantliga omgivningen skulle vara välgörande för övriga barns uppväxt. I Clermont-Ferrand blev han senare föreståndare för den medicinska utbildningen, där han var verksam till 1942.